# رضا فلاح زاده
رضا فلاح زاده (1962 - ) سياسي إيراني، ونائب قائد فيلق القدس التابع للحرس الثوري الإيراني منذ 19 أبريل 2021 خلفًا لمحمد حجازي.